# آبل ۱۶۸۹
آبل ۱۶۸۹ خوشه‌های کهکشانی است که در صورت فلکی سنبله قرار دارد و یکی از بزرگترین خوشه‌های کهکشانی شناخته شده‌است. این خوشه به دلیل جرم عظیم آن مثل یک ذره بین عمل می‌کند و نور در اطراف آن خم می‌شود.

## نگارخانه

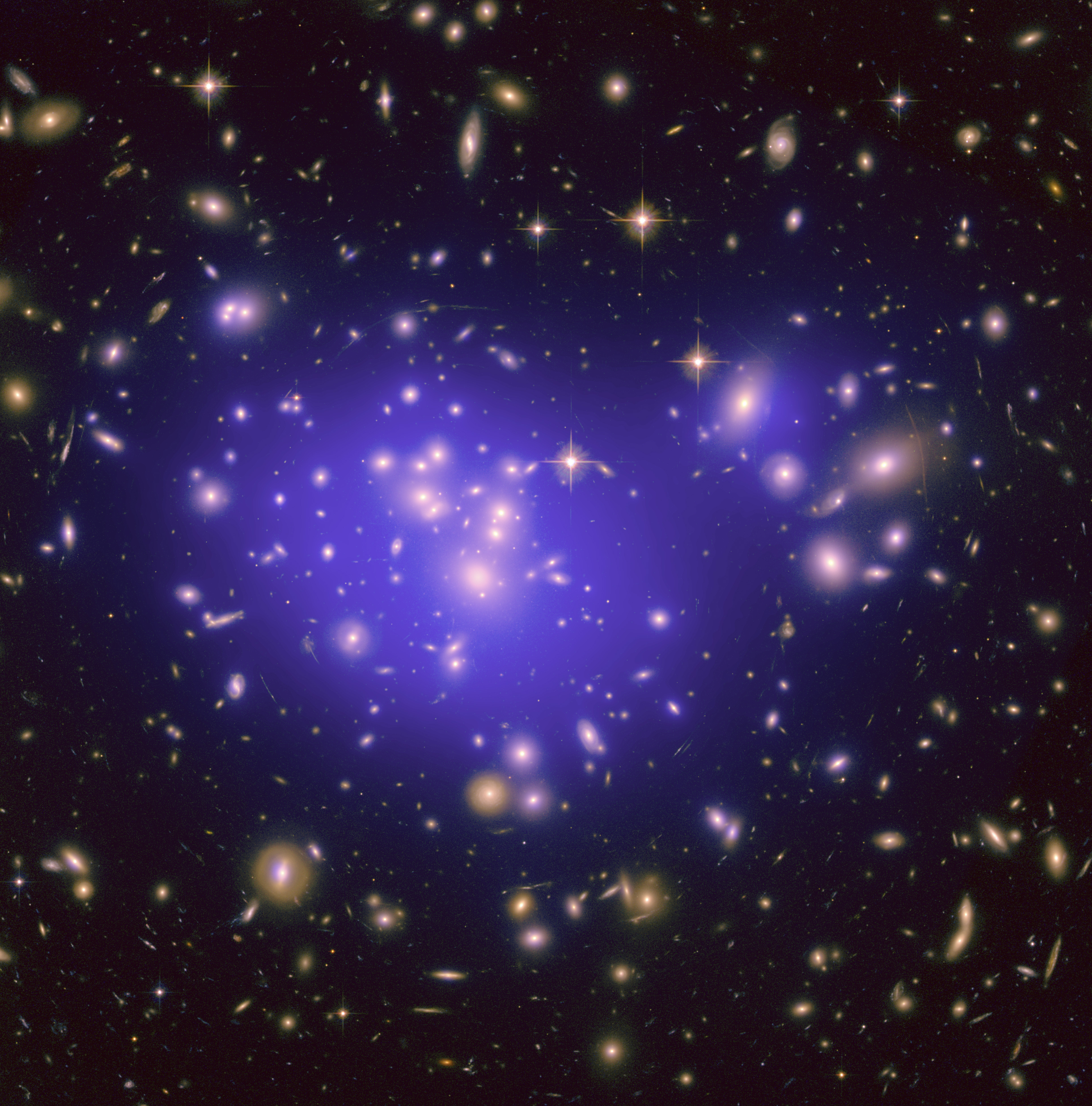